# Trobar ric
Il trobar ric (pronuncia occitana: /tɾuˈbaɾ rik/) è uno stile  trobadorico.
Il suo migliore esponente fu Arnaut Daniel. Nonostante il fatto che il trobar ric durasse più a lungo del trobar clus, ha sempre svolto un ruolo secondario rispetto al trobar leu. Per Chambers, il trobar ric non è uno stile separato, ma una variante del trobar clus, in quanto... 